# 山崎郵便局
山崎郵便局
（やまざきゆうびんきょく）
- 京都府乙訓郡大山崎町にある郵便局。本記事にて記述する。

（やまさきゆうびんきょく）
- 山口県美祢市にある郵便局。局番号は55200。
- 鹿児島県薩摩郡さつま町にある郵便局。局番号は78148。

山崎郵便局（やまざきゆうびんきょく）は京都府乙訓郡大山崎町にある郵便局。民営化前の分類では集配普通郵便局であった。

## 概要
住所：〒618-8799 京都府乙訓郡大山崎町円明寺宝本9

## 沿革
- 1873年（明治6年） - 山崎郵便取扱所として開設[1]。
- 1875年（明治8年）1月1日 - 山崎郵便局（五等）となる。
- 1885年（明治18年）8月16日 - 貯金取扱を開始。
- 1894年（明治27年）1月1日 - 為替取扱を開始。
- 1947年（昭和22年）12月16日 - 特定郵便局から普通郵便局に局種別改定[2]。
- 1948年（昭和23年）11月1日 - 五領郵便局[3]から集配業務の一部[4]を移管。
- 1963年（昭和38年）11月23日 - 電話通話事務および和文電報受付事務を開始。
- 1993年（平成5年）6月14日 - 大山崎町大山崎から同町円明寺に移転。
- 1999年（平成11年） - 外国通貨の両替および旅行小切手の売買に関する業務取扱を開始。
- 2007年（平成19年）10月1日 - 民営化に伴い、併設された郵便事業山崎支店に一部業務を移管。
- 2012年（平成24年）10月1日 - 日本郵便株式会社の発足に伴い、郵便事業山崎支店を山崎郵便局に統合。

## 取扱内容
- 郵便、印紙、ゆうパック、内容証明
- 貯金、為替、振替、振込、国際送金、国債、投資信託
- 生命保険、バイク自賠責保険、自動車保険
- ゆうちょ銀行ATM
- 「618-00xx」区域（京都府乙訓郡大山崎町内全域および大阪府三島郡島本町内全域）の集配業務[5]
- ゆうゆう窓口

## 周辺
- 大山崎町役場
- 大山崎町体育館
- 国道171号
- 西国街道
- 小泉川（桂川の支流）

## アクセス
- 阪急京都線 大山崎駅から徒歩約22分、もしくはJR東海道本線（JR京都線） 山崎駅から徒歩約24分
- 阪急バス 新山崎橋停留所、もしくは名神ハイウェイバス 大山崎バスストップ下車
- 名神高速道路、京滋バイパス 大山崎ICから西へ約500m
- 駐車場あり：11台